# 千歳市立信濃小学校
千歳市立信濃小学校（ちとせしりつ しなのしょうがっこう）は、北海道千歳市信濃に所在する公立小学校。

## 沿革
1968年4月1日、北栄小学校より分離し、「千歳市立信濃小学校」（児童340名、7学級）が北栄小学校の一部を仮校舎として開校した。7月に現在の北校舎、校舎第一期工事が完成し、新校舎に移転した。移転と同時に千歳第三小学校を統合により廃校となった。校章が制定した。校章の図案は初代校長の島倉充平が務めた。1977年、児童1,269名（32学級）に増加し、1978年、桜木小学校分離により児童398名が移籍した。1993年6月8日、スクールバスによる事故が発生し、児童1名が死亡した。1994年に北陽小学校に分離した。
年表
- 1968年（昭和43年）- 千歳市立信濃小学校が開校、校舎第一期工事完成、校舎移転、校章制定[1]。
- 1970年（昭和45年）- 校歌制定（作詞：稲葉留準、作曲：星野正明）、プレハブ二階建てを設置[注 1][1]。
- 1971年（昭和46年）- 南校舎完成、南校舎増築工事（三教室）完成[1]。
- 1972年（昭和47年）- 体育館完成[1]。
- 1978年（昭和53年）- 桜木小学校に分離[1]。
- 1990年（平成2年）- プール完成[1]。
- 1993年（平成5年）- スクールバスによる事故が発生[1]。
- 1994年（平成6年）- 北陽小学校に分離、プール温水化工事完了[1]。
- 2002年（平成14年）- 英会話授業開始[1]。
- 2003年（平成15年）- 北校舎改修工事完了[1]。
- 2008年（平成20年）- 二学期制を導入[3][4]、耐震改修工事完了[1]。
- 2009年（平成21年）- 内部改修工事完了[1]。
- 2018年（平成30年）- 南棟昇降機設置工事完了[1]。
- 2020年（令和2年）- 北棟昇降機設置工事完了[1]。
- 2022年（令和4年）- 北校舎・南校舎・体育館LED照明工事完了[1]。

## 教育目標
- 「知」考える子[5]
- 「情」やさしい子[5]
- 「意」がんばる子[5]
- 「体」じょうぶな子[5]

## 通学区域
通学区域は以下の通り。
- 信濃
- 富士
- 新富1丁目の一部
- 新富2丁目 - 3丁目
- 上長都の一部
- 北信濃の一部

## 進学先中学校
- 千歳市立北斗中学校
- 千歳市立千歳中学校

## 交通アクセス
鉄道
- JR千歳線千歳駅西口より、徒歩32分。

バス
- 北海道中央バス 桜木線・桜木空港線・千歳線「開発局前」停留所下車、徒歩3分[7]。